# Jaa9 & OnklP
Jaa9 & OnklP (uttalas: Johnny og onkel P) är en norsk hiphopgrupp bestående av rapparna Jaa9 (Johnny Engdal Silseth, född 2 mars 1982 i Valsøyfjord i Møre og Romsdal fylke) och OnklP (Pål Tøien, född 12 maj 1984 i Lillehammer i Oppland fylke). Båda kommer ur rappkollektivet Dirty Oppland. De har kallats "bonderapparna" inom norsk hiphop. De själva menar sig ha hämtat inspiration från två outsiders i kultfilmen Lasse og Geir (1976).
De slog igenom med hitten "Kjendisparty". Tillsammans med Rune Rudberg gjorde de sången "Stank Ass Ho". För albumet Sjåre Brymæ vann de hiphop-klassen av Alarmprisen 2005. På albumet Bondedramatikk – En Gateplate (2008) finns sånger som "Fredag" och "Grisegutt". Samma år skrev de konrakt med Sony och gav ut albumet Sellout (2009) med hitten "Glir forbi".
Den 25 oktober 2010 släpptes hitten "Partysvenske", där de norska rapparna uttrycker sin irritation över alla unga svenskar som gästarbetar i Norge och festar hårt, som om downtown Oslo vore Stureplan. En recensent kallade låten "den härligaste protestsången sedan "Free Nelson Mandela". Sången har också blivit en symbol för en norsk ungdomsgeneration, bortskämd med oljepengar, som gärna festar, men helst inte arbetar. Ordet "partysvensk" har blivit ett substantiv även i den svenska debatten.

## Diskografi
Album
- Bondegrammatikk – The Mixtape (2003)
- Sjåre brymæ (2004)
- Bondedramatikk – En Gateplate (2008)
- Sellout! (2009)
- Lasse (2011)
- Geir (2011)
- Diskoteket er stengt (2013)
- Føkk Ferie (2015)
- Gamle hunder, nye triks (2016)

Singlar
- "Hvem Faen" (2003)
- "432" (2003)
- "Såå Gangsta" (2003)
- "Kjendisparty" (2004)
- "Stank Ass Ho 2" (2004) (med Rune Rudberg)
- "Grusomt" (2008)
- "Fredag" (2008)
- "Glir forbi" (2009)
- "Partysvenske" (2010)
- "180 Dager Sørpe" (2011) (med Thea Oskarsen)
- "Joda Neida" (2011) (med Pumba)
- "Du eller Jeg" (2011)
- "Karius & Baktus" (2012)
- "Full Forvandling" (2013)
- "For Full Til å Pule" (2014)
- "Alt På Stell" (2015)
- "Brugata Boogie (Remix)" (2015)
- "Jeg Er" (2016) (med Cezinando)
- "En Av Dem" (2016)
- "Glætt" (2016)
- "2 sko" (2016) (med Bare Egil)